# Altica californica
Altica californica är en skalbaggsart som först beskrevs av Mannerheim 1843.  Altica californica ingår i släktet Altica och familjen bladbaggar. Inga underarter finns listade i Catalogue of Life.